# هولگر نیلسن
هولگر نیلسن (دانمارکی: Holger Nielsen؛ ۱۸ دسامبر ۱۸۶۶ – ۲۶ ژانویهٔ ۱۹۵۵) یک شمشیرباز، تیرانداز و پرتاب‌گر دیسک اهل دانمارک بود. از افتخارات وی می‌توان به کسب مدال نقره تپانچه ۳۰ متر آزاد، مدال برنز تپانچه آتش سریع ۲۵ متر و مدال برنز شمشیربازی سابر در بازی‌های المپیک تابستانی ۱۸۹۶ اشاره کرد.